# Cold Bay
Cold Bay – miasto w Stanach Zjednoczonych, w stanie Alaska, w okręgu Aleutians East. 